# Miller Heights
Die Miller Heights sind ein Höhenzug an der Graham-Küste des Grahamlands im Norden der Antarktischen Halbinsel. Er erstreckt sich östlich des Sharp Peak.
Teilnehmer der British Graham Land Expedition (1934–1937) unter der Leitung des australischen Polarforschers John Rymill nahmen eine grobe Kartierung vor. Das UK Antarctic Place-Names Committee benannte ihn 1959 nach Ronald Miller (* 1928) vom Falkland Islands Dependencies Survey, der 1956 auf der Station auf der Detaille-Insel tätig war und 1957 diejenige am Prospect Point geleitet hatte.